# Aidan Gillen
Aidan Murphy, connu sous le nom Aidan Gillen, est un acteur irlandais, né le 24 avril 1968 à Dublin.
Il se fait connaître grâce à ses rôles à la télévision, jouant tour à tour Stuart Alan Jones dans Queer as Folk (1999-2000), Thomas « Tommy » Carcetti dans la série Sur écoute (2004-2008), et surtout, le rusé Petyr « Littlefinger » Baelish dans la série Game of Thrones (2011-2017).
En 2012, il fait une brève apparition comme agent de la CIA dans le film The Dark Knight Rises de Christopher Nolan.

## Biographie

### Jeunesse et formations
Aidan Gillen est né le 24 avril 1968 dans le quartier de Drumcondra à Dublin. Il est admis à l’école St. Vincent's C.B.S. à Glasnevin. Adolescent, il commence sa carrière théâtrale à Dublin Youth Theatre, interprétant le personnage Nick Bottom dans Le Songe d'une nuit d'été (A Midsummer Night's Dream) de William Shakespeare au Project Arts Centre, avant d’emménager à Londres.
Il opte pour le nom de famille de sa mère, Gillen, car le nom Aidan Murphy était déjà pris à l'Actors' Guild.

### Carrière
Il présente actuellement l'émission musicale Other Voices, diffusée en Irlande[réf. nécessaire][Quand ?].

### Vie personnelle
Sa sœur Patricia Murphy est également actrice, alors que son frère John Paul Murphy est dramaturge. Son autre sœur, Fionnuala Murphy, est institutrice.
En 2001, Aidan Gillen épouse Olivia O'Flanagan. Ils ont une fille Berry (née en 1997) et un fils Joe (né en 2000). Ils divorcent en 2014. Il est désormais en couple avec Camille O'Sullivan.

## Filmographie

### Cinéma
- 1985 : The Drip
- 1987 : The Lonely Passion of Judith Hearne : Dr. Karl Madox
- 1988 : The Courier
- 1995 : Le Cercle des amies : Aidan Lynch
- 1996 : Some Mother's Son : Gerard Quigley
- 1997 : Mojo (en) : Baby
- 1998 : Gold in the Streets : Paddy
- 1998 : Amazing Grace
- 1999 : Buddy Boy : Francis
- 2000 : The Second Death
- 2000 : The Low Down : Frank
- 2001 : My Kingdom : Barry Puttnam
- 2001 : Robertson Major : William Robertson
- 2003 : Photo Finish : Joe Wilde
- 2003 : Shanghai Kid 2 : Lord Nelson Rathbone
- 2003 : Burning the Bed (en) : Stephen
- 2006 : Trouble with Sex (en) : Conor
- 2008 : Blackout (en) : Dr Karl Madox
- 2009 : 12 Rounds : Miles Jackson
- 2009 : Spunkbubble : Dessie
- 2009 : Runners : Terry
- 2010 : Treacle Jr. : Aidan
- 2011 : Wake Wood de David Keating : Patrick Daley
- 2011 : Blitz d'Elliott Lester : Barry Weiss / Blitz
- 2012 : The Dark Knight Rises de Christopher Nolan : l'agent de la CIA au début du film
- 2012 : Shadow Dancer de James Marsh : Gerry
- 2012 : Ekki Múkk (en)
- 2012 : The Good Man : Michael
- 2013 : Scrapper : Ray
- 2013 : The Note : Lars (court-métrage)
- 2013 : Mister John (en) : Gerry Devine
- 2013 : Beneath the Harvest Sky (en) : Clayton
- 2013 : Song : Dan
- 2014 : Calvary
- 2014 : Still : Carver
- 2014 : Ambition (court métrage produit par l'Agence spatiale européenne)[6]
- 2015 : You Are Ugly Too de Mark Noonan
- 2015 : Le Labyrinthe : La Terre brûlée de Wes Ball : Janson
- 2016 : Sing Street de John Carney
- 2017 : The Lovers d'Azazel Jacobs : Robert
- 2017 : Le Roi Arthur : La Légende d'Excalibur (King Arthur: Legend of the Sword) de Guy Ritchie : Bill « Graisse d'oie » (Goosefat Bill en V.O.)
- 2018 : Le Labyrinthe : Le Remède mortel de Wes Ball : Janson
- 2018 : Bohemian Rhapsody de Bryan Singer : John Reid, le premier manager de Queen
- 2021 : Ceux qui veulent ma mort (Those Who Wish Me Dead) de Taylor Sheridan : Jack Blackwell
- 2023 : Dance First de James Marsh : James Joyce

### Télévision
- 1990 : The Play on One (1 épisode) : Harry
- 1992 : An Ungentlemanly Act : Marine Wilcox
- 1993 : A Handful of Stars : Tony
- 1993 : Belfry : Dominic
- 1993 : The Bill (1 épisode) : Jeff Barratt
- 1993 : Screenplay (en) : Gypo
- 1994 : In Suspicious Circumstances (1 épisode) : James Crozier
- 1999-2000 : Queer as Folk (10 épisodes) : Stuart Alan Jones
- 2000 : The Darkling : Jeff Obold
- 2000 : Lorna Doone : Carver Doone
- 2001 : Destin (en) : Glenn Taylor
- 2002 : Le Rideau final : Dave Turner
- 2002 : First Communion Day : Seamus
- 2003 : Hercule Poirot (épisode Cinq petits cochons) : Amyas Crale
- 2004-2008 : Sur écoute (The Wire) (35 épisodes) : Tommy Carcetti
- 2005 : Chantage d'amour (Walk Away and I Stumble) : Paul
- 2005 : The Last Detective : Steve Fallon
- 2005 : New York, cour de justice (saison 1, épisode 3) : Jimmy Colby
- 2009 : Freefall : Gus
- 2010 : Thorne:  Sleepyhead (en) : Phil Hendricks
- 2010 : Thorne: Scaredycat (en) : Phil Hendricks
- 2010 : Identity (en) (6 épisodes) : John Bloom
- 2011 : Love/Hate (en) (10 épisodes)
- 2011-2017 : Game of Thrones : Le Trône de fer (41 épisodes) : Petyr Baelish
- 2013 : Mayday (en) : Everett Newcombe
- 2017 : Peaky Blinders : Aberama Gold
- 2018 : Dave Allen At Peace : Dave Allen
- 2019-2020 : Projet Blue Book : (10 épisodes) Dr. J. Allen Hynek
- 2021 : Mayor of Kingstown : Milo Sunter
- 2022 : That Dirty Black Bag : Butler

## Jeux vidéo
- 2016 : Quantum Break : Paul Serene (voix, capture de mouvement et 4 épisodes de live-action)

## Vidéo clips
- 2020 : A Hero's Death (Fontaines D.C.)

### Distinctions
Nominations
- British Academy Television Awards 2000 : Meilleur acteur dans Queer as Folk
- Tony Awards 2004 : Meilleur acteur au théâtre dans Le Gardien (The Caretaker)
- British Independent Film Awards 2010 : Meilleur acteur dans un film indépendant britannique Treacle Jr.

## Voix francophones
| - Yann Guillemot dans : - Game of Thrones (série télévisée) - Le Labyrinthe : La Terre brûlée - Sing Street - Le Roi Arthur : La Légende d'Excalibur - Peaky Blinders (série télévisée) - Le Labyrinthe : Le Remède mortel - Projet Blue Book (série télévisée) - Ceux qui veulent ma mort - Mayor of Kingstown (série télévisée) - Jean-Pierre Michaël dans : - Shanghai Kid 2 - Blitz - Wake Wood | - Thierry Wermuth dans : - Sur écoute (série télévisée) - Quantum Break (mini-série et jeu vidéo) Et aussi - Alexandre Gillet dans Le Cercle des amies - Didier Cherbuy dans Queer as Folk (série télévisée) - Patrick Mancini dans Le Rideau final (téléfilm) - Antoine Doignon dans Hercule Poirot (série télévisée) - Laurent Morteau dans Chantage d'amour (téléfilm) - Jérôme Pauwels dans The Dark Knight Rises - Xavier Béja dans Bohemian Rhapsody - Gérard Sergue dans That Dirty Black Bag (série télévisée) |